# Grote gevlekte boomeekhoorn
De grote gevlekte boomeekhoorn (Sciurus variegatoides) is een knaagdier dat behoort tot de familie Sciuridae en het geslacht Sciurus. De soort  staat ook bekend als de Midden-Amerikaanse eekhoorn, niet te verwarren met de Midden-Amerikaanse bergeekhoorn (Syntheosciurus brochus).

## Uiterlijk
De grote gevlekte boomeekhoorn is een redelijk grote soort boomeekhoorn en wordt maximaal 28 centimeter groot en weegt ongeveer 700 gram. De kop is tussen de 5 à 6 centimeter groot. De oren worden 2 tot 3,5 cm lang. De relatief grote borstellige staart is met 30 centimeter ongeveer net zo lang als het beestje zelf. De vacht is glanzend en borstellig. Achterpoten worden 4,5 tot 7 cm groot. Er is geen verschil in afmeting tussen het mannetje en vrouwtje.
Van de grote gevlekte boomeekhoorn zijn vijftien ondersoorten bekend. Elke ondersoort heeft een eigen kleurenpatroon, waarvan hieronder enkele patronen beschreven zijn.
- S. v. adolphei
- S. v. atrirufus:
  - Bijna het gehele lichaam is roodbruin van kleur. Van de ogen tot aan de staart loopt een smalle zwarte band. De staart is lichtgrijs van kleur.
- S. v. bangsi
- S. v. belti
- S. v. boothiae
- S. v. dorsalis:
  - De onderzijde en poten zijn roodbruin van kleur. De rug en kop van de eekhoorn zijn donkergrijs tot zwart van kleur. Over de flank van de eekhoorn loopt een smalle lichtgrijze streep. De staart is grijs van kleur.
- S. v. goldmani
- S. v. helveolus
- S. v. loweryi:
  - Op de rug, de buitenkant van de poten en de kop is de eekhoorn grijsbruin van kleur. De onderzijde, binnenkant van de poten, keel en bek zijn roodbruin van kleur.
- S. v. managuensis
- S. v. melania:
  - De vacht van deze eekhoorn is geheel zwart van kleur.
- S. v. rigidus:
  - Deze ondersoort is waarschijnlijk de meest opvallende van alle ondersoorten. De eekhoorn is bijna geheel wit van kleur. Boven op de rug loopt een smalle zwarte band die begint bij de ogen en eindigt bij de staart. De staart is lichtgrijs van kleur.
- S. v. thomasi:
  - Gelijk aan S. v. loweryi maar de roodbruine kleur is lichter van kleur.
- S. v. variegatoides
- S. v. underwoodi:
  - Deze variant is een van de minst kleurrijke ondersoorten. De vacht is op de rug, buitenkant van de poten en op de kop grijsbruin van kleur. De onderzijde, binnenkant van de poten, keel en bek zijn wit van kleur.

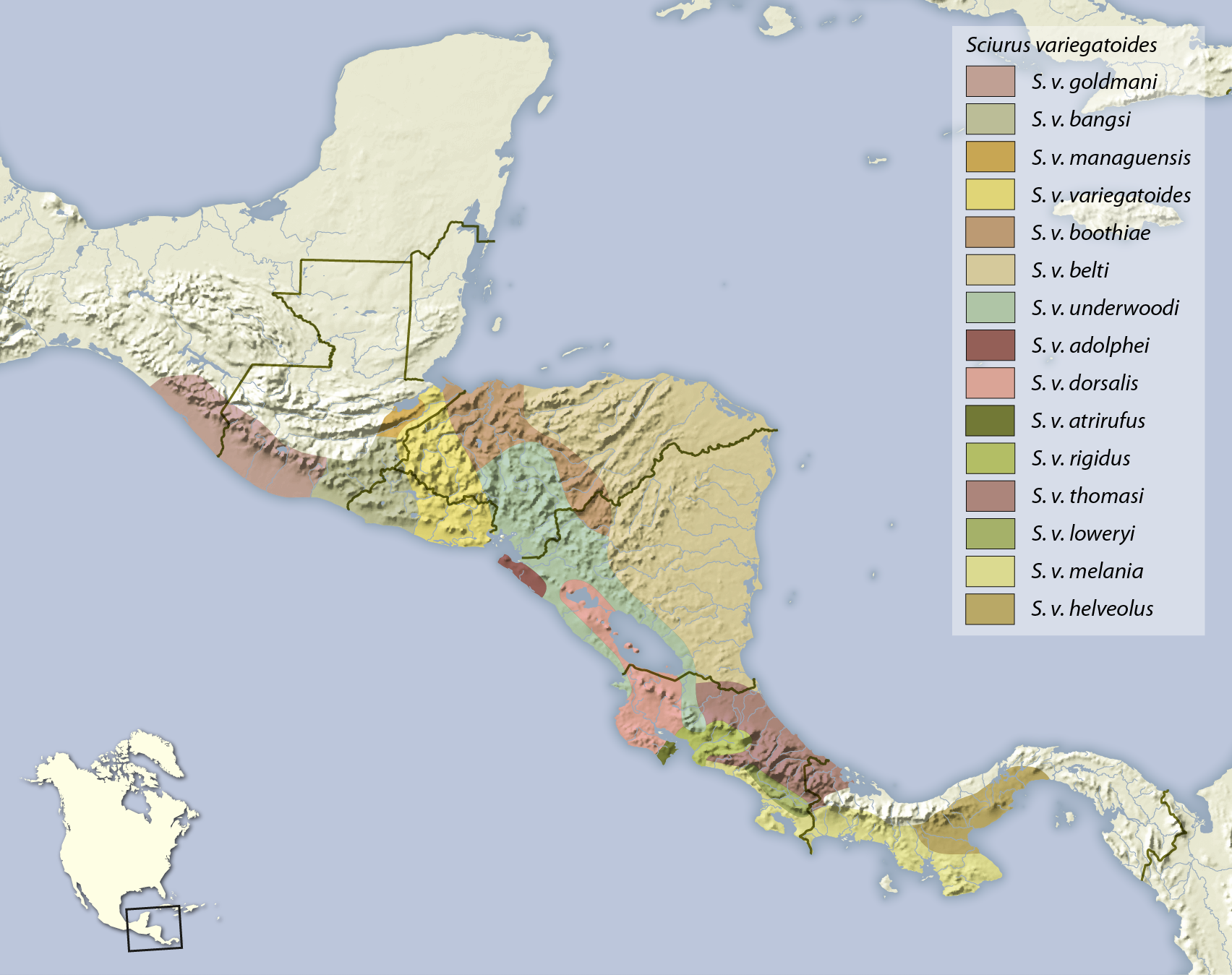
Voorkomen van de diverse ondersoorten
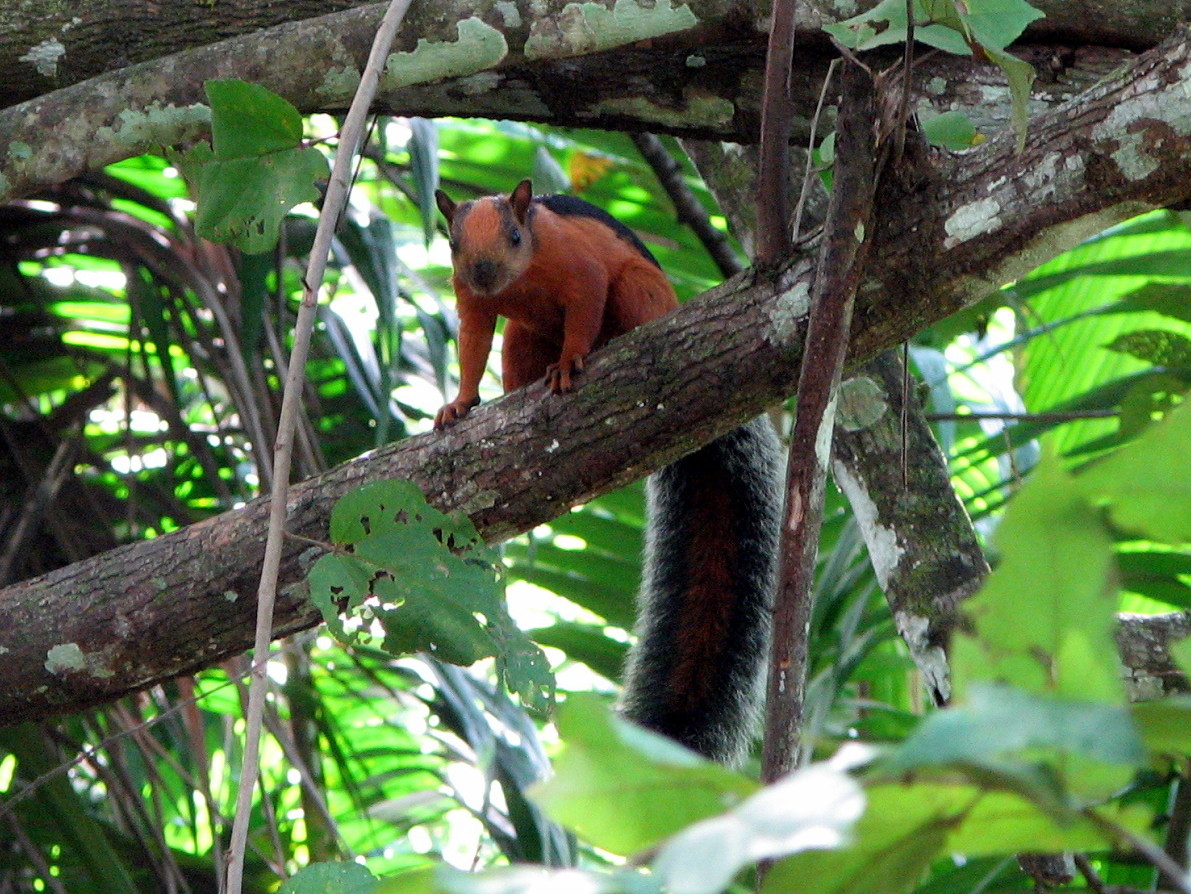
Sciurus variegatoides atrirufus in Curú Wildlife Refuge
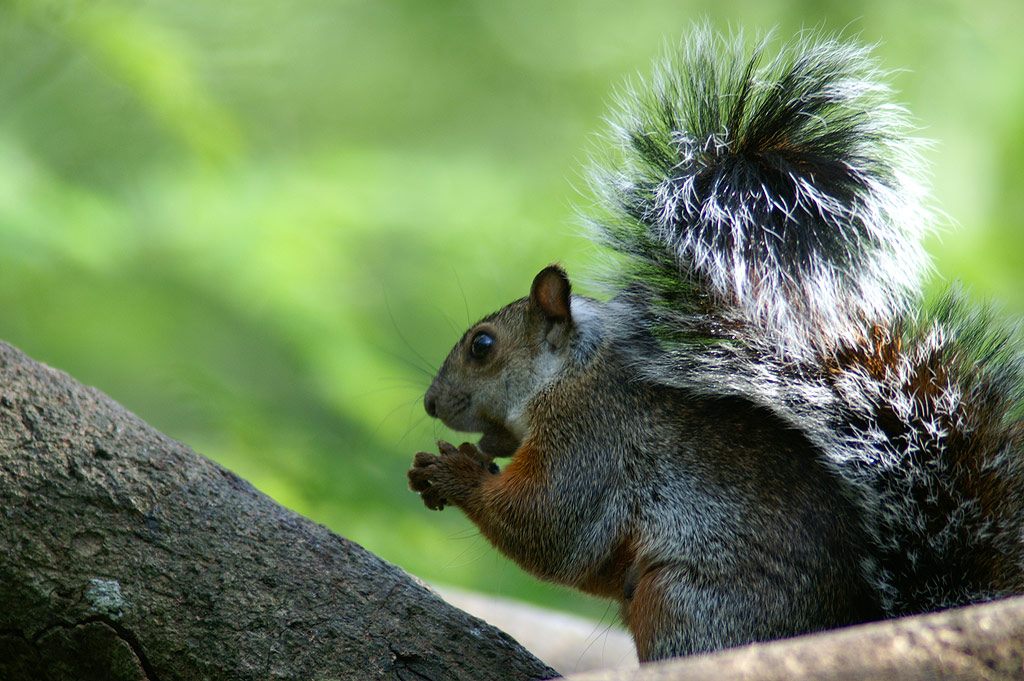
Sciurus variegatoides dorsalis
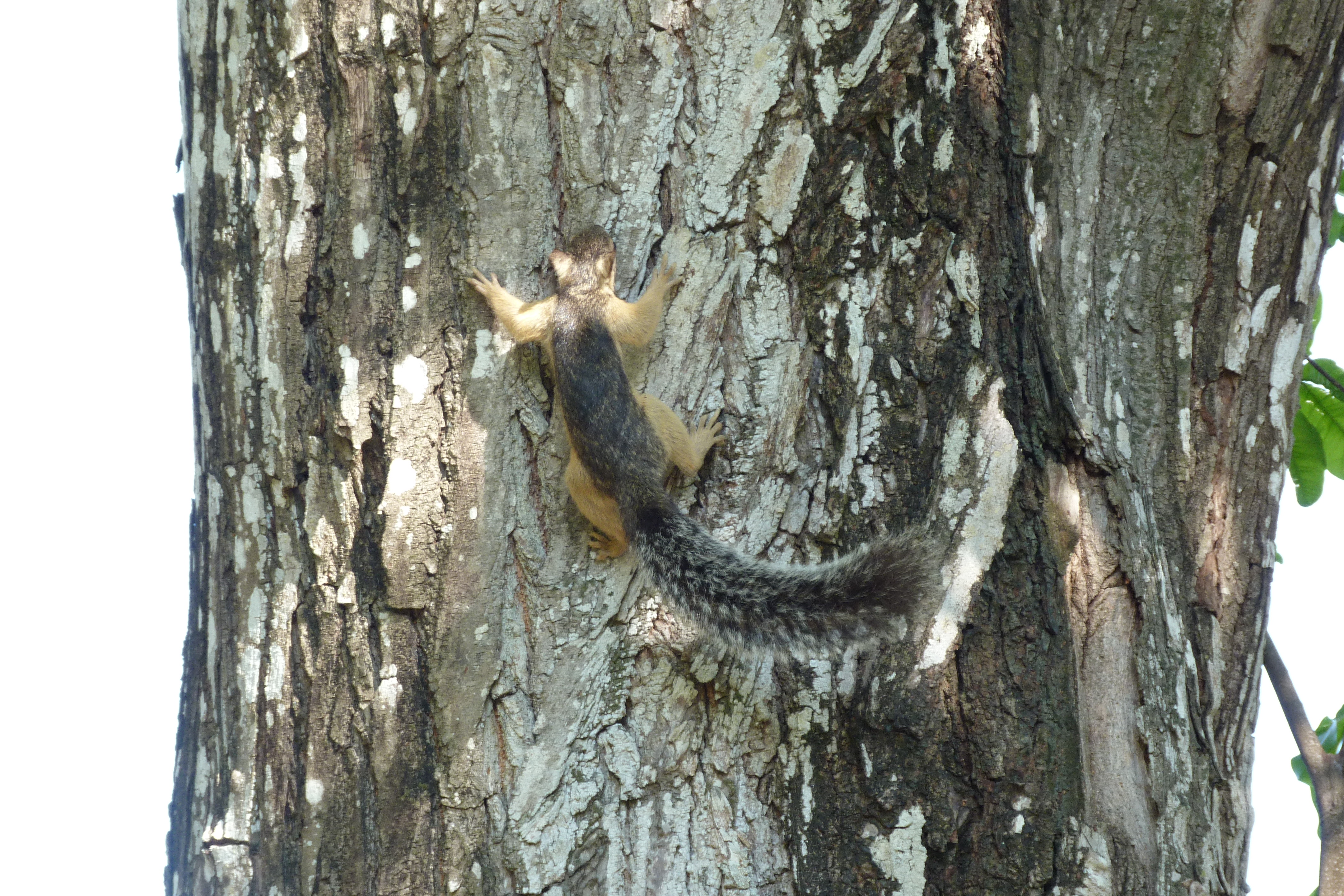
Sciurus variegatoides helveolus in Panama-stad
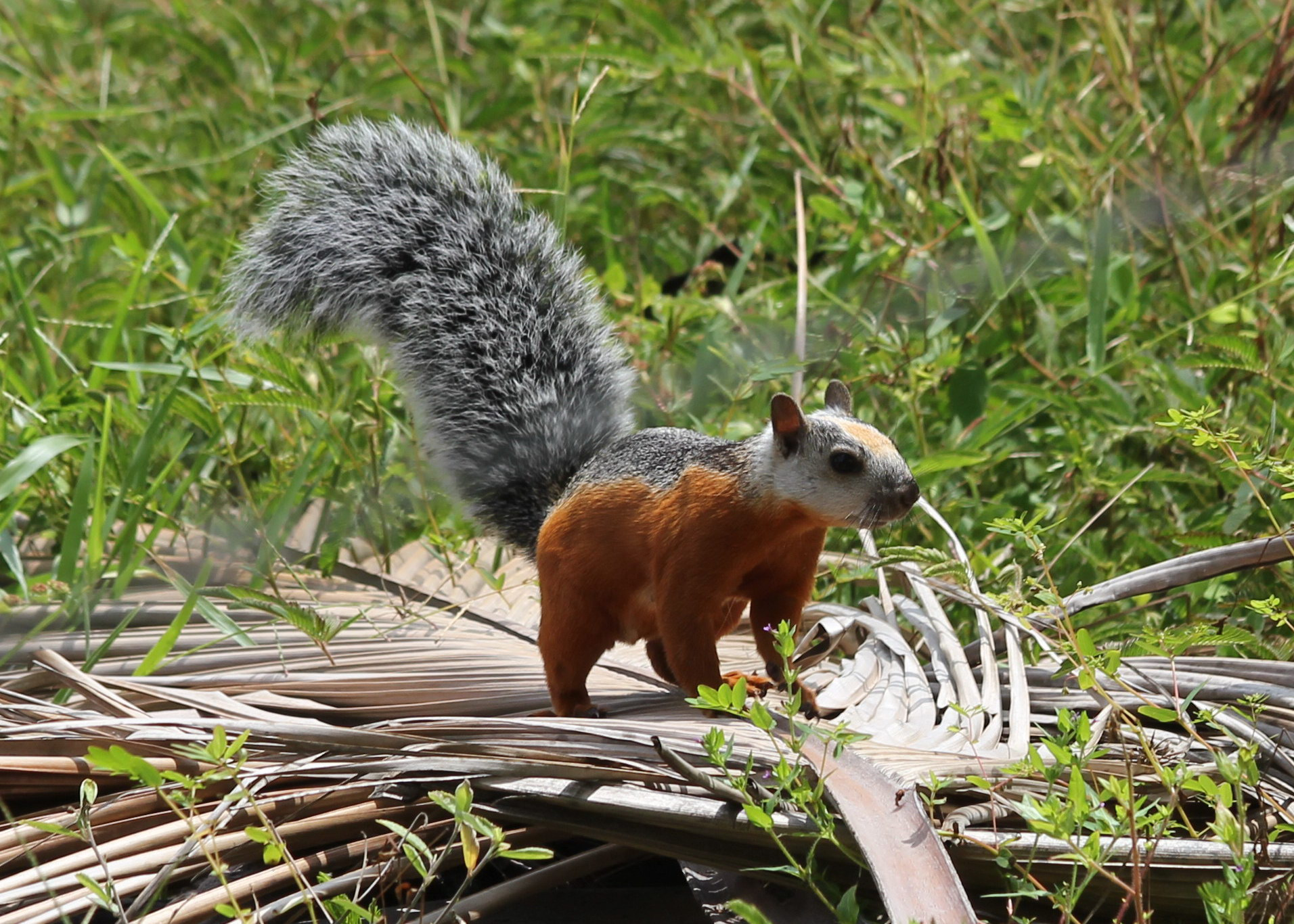
Sciurus variegatoides loweryi
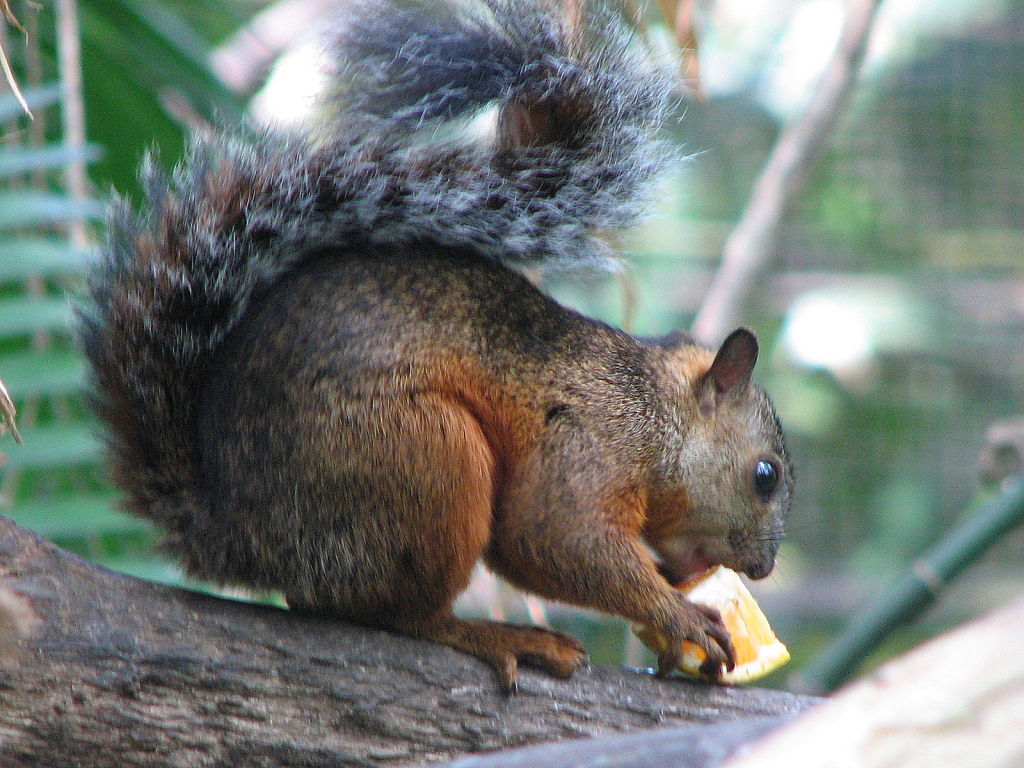
Sciurus variegatoides rigidus in San José
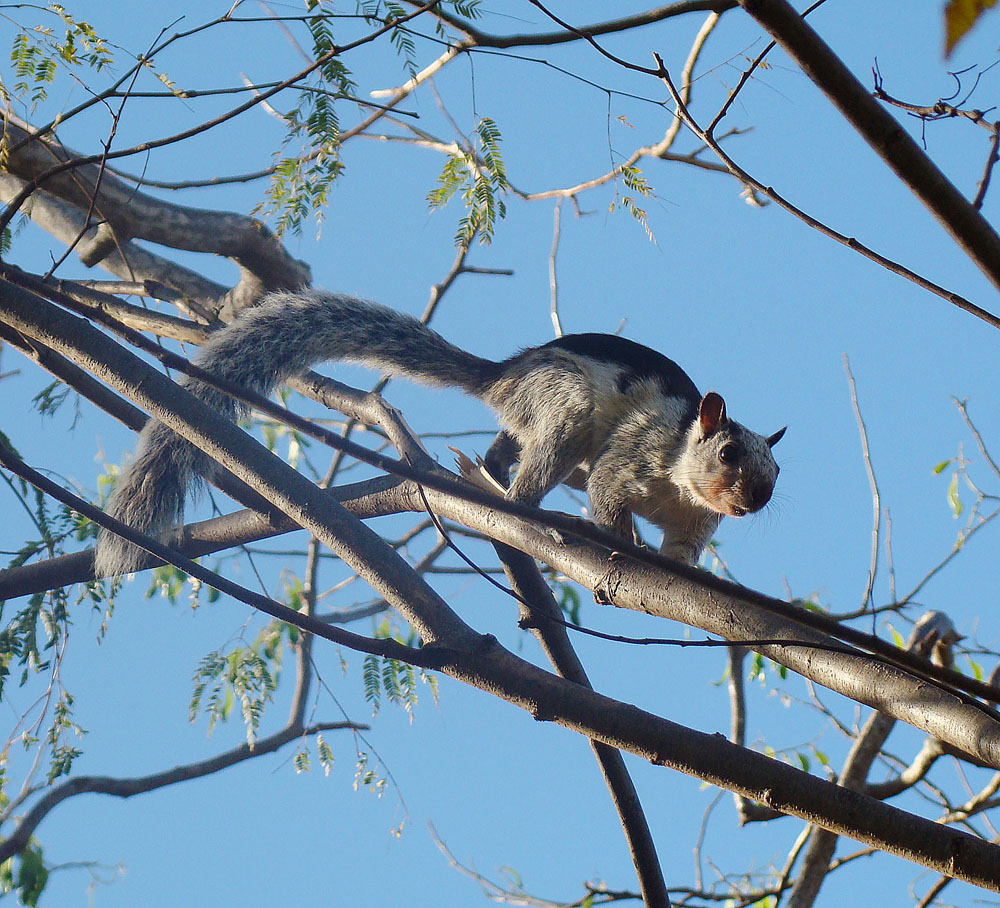
Sciurus variegatoides underwoodi in de Pacifische kustregio van Nicaragua

## Leefgebied
De grote gevlekte boomeekhoorn heeft een groot verspreidingsgebied en komt voor van Chiapas in Mexico via Guatemala, El Salvador, Honduras, Nicaragua, Costa Rica tot aan het Panamakanaal in Panama. De soort komt voor van zeeniveau tot op hoogtes van maximaal 2.500 tot 2.600 meter. De grote gevlekte boomeekhoorn past zich makkelijk aan diverse soorten habitat aan. Men komt ze tegen in open bosland, regenwouden, plantages en andere gecultiveerde gebieden.

## Gedrag
De grote gevlekte boomeekhoorn is overdag actief en leeft voornamelijk in de bomen. Deze soort leeft voornamelijk solitair en is het meest actief tijdens de ochtenduren wanneer het op zoek gaat naar voedsel. Tijdens zijn zoektocht naar voedsel komt de grote gevlekte boomeekhoorn nauwelijks uit de bomen. Deze soort wordt dan ook zelden op de grond waargenomen.

## Voedsel
De maaltijd van de grote gevlekte boomeekhoorn bestaat uit fruit, bloemen, zaden, boomschors, paddenstoelen en soms insecten. De populairste vruchten uit het dieet van deze eekhoorn zijn mango's, guaves, vijgen en kokosnoten. In tegenstelling tot de meeste eekhoorns legt deze soort geen voorraad aan, maar zoeken het hele jaar door naar vers voedsel. Het dier speelt een belangrijke rol in het verspreiden van zaden. Zaden die door het dier zijn gegeten en in zijn geheel in de ontlasting van het dier terechtkomen ontkiemen sneller dan zaden die direct op de grond vallen. Op sommige fruitplantages worden de dieren beschouwd als een plaag. Op toeristische plaatsen zoals sommige hotels zijn de dieren ook regelmatig te vinden bij voederplaatsen.

## Voortplanting
Het vrouwtje werpt meestal één keer en zelden twee keer per jaar een nest met vier tot zes jongen. Het vrouwtje paart in dezelfde periode met meerdere mannetjes. Dit gebeurt van februari tot en met april. In deze periode zoeken de mannetjes en vrouwtjes elkaar op. Grotere en zwaardere mannetjes hebben meer aanzien en maken meer kans om zich voort te planten. Na de paring splitst het tijdelijke koppeltje weer op. Zodra het vrouwtje zwanger is, begint ze met de bouw van haar nest. Ze verzamelt bladeren, twijgen en takken waarvan ze een stevige bal maakt tussen de aftakkingen in een boomtop. Een nest is veelal waterdicht en op een beschutte locatie. Na een draagtijd van tien weken worden de blinde en naakte jongen in het nest geboren. Na ongeveer twee weken krijgen de jongen hun eerste vacht. Het nest wordt na zes weken voor het eerst verlaten. Het vrouwtje voedt haar jongen alleen op, mannetjes hebben hierin geen aandeel. Het vrouwtje heeft acht tepels. Na vijftien weken zijn de jongen zelfstandig en geslachtsrijp. De levensverwachting van deze soort ligt tussen de 8 tot 12 jaar. Exemplaren in gevangenschap worden soms zelfs meer dan 20 jaar oud.

## Vijanden
De grote gevlekte boomeekhoorn valt regelmatig ten prooi aan roofdieren, zoals diverse soorten roofvogels en uilen, marterachtigen, zowel wilde katachtigen als huiskatten, grijze vossen en slangen. Zowel de jongen als de volwassen exemplaren worden gevangen.

## Status
Deze soort is een algemeen voorkomende soort en wordt momenteel niet bedreigd. Met name door het grote aantal soorten habitat waarin de grote gevlekte boomeekhoorn leeft en het eenvoudig kunnen aanpassen aan veranderende leefomgeving stelt dit dier veilig. Deze dieren worden soms wel gevangen en gehouden als huisdieren.